# 瑪麗·喬·費爾南德斯
瑪麗·喬·費爾南德斯（英語：Mary Joe Fernandez，1971年8月19日—）是一位美國女子職業網球運動員。
費爾南德斯在1986年轉為職業球員，在美國達拉斯獲得首個WTA雙打冠軍，首個WTA單打冠軍在日本東京獲得。
另外在大滿貫成績方面，費爾南德斯在1990年、1992年澳網與1993年法網三度闖入大滿貫決賽，分別負於施特菲·葛拉芙與莫妮卡·莎莉絲兩位90年代網壇天后。在雙打方面獲得1991年澳網與1996年法網大滿貫女雙冠軍。
費爾南德斯的職業生涯一共獲得4個WTA單打冠軍17個WTA雙打冠軍，在2000年宣布退役。

## 大滿貫

### 女單亞軍（3）
| 年份 | 比賽 | 場地 | 決賽對手 | 國籍     | 勝方比分      |
| ---- | ---- | ---- | -------- | -------- | ------------- |
| 1990 | 澳網 | 硬地 | 葛拉芙   | 西德     | 6-3, 6-4      |
| 1992 | 澳網 | 硬地 | 莎莉絲   | 南斯拉夫 | 6-2, 6-3      |
| 1993 | 法網 |      | 葛拉芙   | 德國     | 4-6, 6-2, 6-4 |

## 外部連結
- 瑪麗·喬·費爾南德斯的国际女子网球协会官方資料（英文）
- 瑪麗·喬·費爾南德斯的國際網球總會 職業／青少年 官方資料（英文）
- Fed Cup - Player profile - Mary Joe FERNANDEZ (USA) （页面存档备份，存于）